# Bolszaja (zlewisko Morza Ochockiego)
Bolszaja (ros. Большая), w górnym biegu (powyżej dopływu rzeki Płotnikowa, 58 km od ujścia) pod nazwą Bystraja (ros. Быстрая) – rzeka w Rosji, w południowo-zachodniej części półwyspu Kamczatka, wpadająca do Morza Ochockiego poprzez liman nazywany Limanem Mikojanowskim, oddzielony od otwartego morza wąską mierzeją.
W górnym biegu rzeki – tam gdzie nazywana jest Bystraja – nad rzeką położona jest wieś Małki (a. Małka; Малки, Малка), w której znajduje się m.in. wylęgarnia łososi i rozlewnia wody mineralnej, a nad tutejszymi źródłami geotermalnymi, znajdującymi się w bezpośrednim sąsiedztwie rzeki zlokalizowany jest działający od 1818 roku ośrodek leczniczo-sanatoryjny.
Długość całej rzeki Bolszaja wynosi 275 km, swój początek bierze w paśmie Ganalskij chriebiet, powierzchnia jej zlewni to 10 800 km²; głównymi jej dopływami są: Amczagacza, wpadająca przed samym ujściem rzeki Bolszaja do wytworzonego wspólnie z nią Limanu Mikojanowskiego (w dolnym swoim biegu na przestrzeni kilkunastu kilometrów Amczagacza łączy się z rzeką Bolszaja systemem licznych kanałów), ponadto Płotnikowa (lewy), Golcowka (lewy), Nacziłowa (prawy). Średni przepływ wód w rzece, w odległości 96 km od jej ujścia, wynosi 123 m³/s; koryto w dolnym biegu ma 50−100 m szerokości i od 1 do 3 metrów głębokości, w górnym biegu natomiast odpowiednio 20−40 i 0,8−2.
Bolszaja jest, jak większość kamczackich rzek, bogata w ryby łososiowate i łososiokształtne, przez co od dawna jest chętnie eksploatowana przez rybaków i wędkarzy.
W ciągu ostatnich 300 lat, od kiedy rzeka jest eksplorowana przez cywilizację europejską (głównie przez Rosjan) i przez to zachowane są zapiski historyczne na jej temat, bieg rzeki ulegał zmianom. Jej połączenie z Morzem Ochockim poprzez Liman Mikojanowski na początku XVIII wieku znajdowało się dwadzieścia kilka kilometrów bardziej na północ, niż dziś. Oddzielająca rzekę (jej liman) od morza mierzeja dzieliła się na dwa odcinki: wzdłuż północnego płynęły na południe wody rzeki Bolszaja, natomiast za jej ujściem płynęły z południa na północ wody rzeki nazywanej wtedy po rosyjsku Oziornaja (a według miejscowych Kamczadałów Kuakuacz´), wypływającej z jeziora Bolszoje („Wielkie”), zasilanego głównie przez wpadającą do niego rzekę o nazwie Udoczka. Rzeki Bolszaja i Oziornaja łączyły się tuż przed wspólnym ich ujściem do Morza Ochockiego, tam też zlokalizowany był pierwszy (i przez kilkadziesiąt lat najważniejszy) bolszeriecki port morski, który założony został u ujścia rzeki.

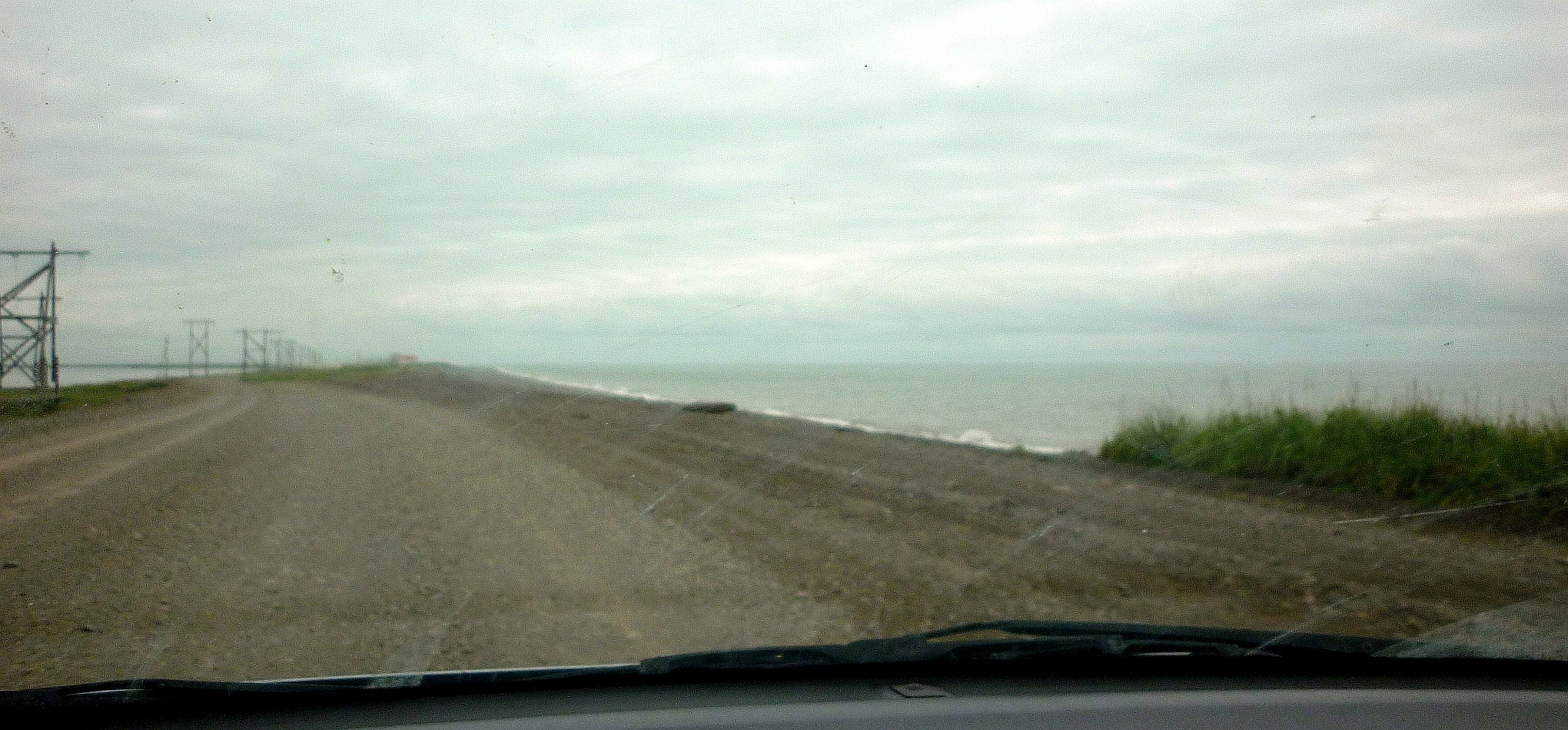
Tzw. „Jedenasty kilometr” – miejsce na mierzei dzielącej Liman Mikojanowski i płynące tam wody rzek Bolszaja od Morza Ochockiego, gdzie w XVIII wieku znajdowało się ujście rzeki do morza

Ujście to znajdowało się na początku XVIII wieku kilka kilometrów na północ od obecnego portu Oktiabr´skij, w miejscu dziś nazywanym „jedenasty kilometr”. Głębokość wody wynosiła tu wówczas około 9 stóp, co wystarczało w tamtych czasach do bezpiecznego korzystania z tego portu. Jednocześnie do rzeki Bolszaja wpadała tu też mniejsza rzeczka Czekawina (nazwa ta pochodzi od imienia mieszkającego nad nią Itelmena – Czekawy), co umożliwiało używanie tego miejsca również jako naturalnego suchego doku, bowiem pojawiające się w porze odpływu suche dno koryta Czekawy dawało możliwość prowadzenia remontów podwodnych części stających tutaj statków. Obecnie dawne ujście rzeki do morza Bolszaja już nie istnieje – zostało zasypane przez migrujące osady – i płynie ona dziś jeszcze ponad dwadzieścia kilometrów dalej na południe niż wówczas i dopiero tam, w sąsiedztwie jeziora Bolszoje znalazła sobie nowe ujście. Dawny najważniejszy port regionu ust´-bolszerieckiego, leżący przy ujściu Czekawiny nosił w XVIII wieku nazwę Czekawka. Nie bez wpływu na liczne zmiany biegu tutejszych rzek i samej rzeki Bolszaja były częste powodzie, a także ruchy tektoniczne (między innymi według relacji Kraszeninnikowa z roku 1755 podczas trzęsienia ziemi w roku 1737 do jeziora Bolszoje, dziś znajdującego się w sąsiedztwie ujścia rzeki Bolszaja do Morza Ochockiego, „wlewała się woda z morza, a do morza – woda z jeziora”, co odpowiada opisowi przejścia w tym rejonie fal tsunami).